# Edmond de la Pole (3e duc de Suffolk)
Pour les articles homonymes, voir Edmond de la Pole.
Titres
Duc de Suffolk
21 mai 1492 – 26 février 1493
(9 mois et 5 jours)
Comte de Suffolk
21 mai 1492 – 25 janvier 1504
(11 ans, 8 mois et 4 jours)
Edmond de la Pole (vers 1471 – 30 avril 1513, Tour de Londres), 3e duc de Suffolk puis 6e comte de Suffolk, est un prétendant de la maison d'York à la couronne d’Angleterre. 

## Biographie
Edmond de la Pole est le quatrième fils de John de la Pole, 2e duc de Suffolk, et d'Élisabeth d'York. Il devient héritier des possessions paternelles à la suite de la mort de son frère aîné John, comte de Lincoln, à la bataille de Stoke en 1487. Toutefois, pour récupérer une partie des terres confisquées à la suite de la révolte de son frère, Edmond doit renoncer au titre de duc de Suffolk en 1493, qu'il a hérité de son père l'année précédente, pour celui de comte, au motif que ses possessions ne lui permettent plus de tenir son rang. 
En 1498, Edmond tue un homme dans une rixe et se sent insulté d'être traduit devant une cour de justice, malgré la grâce que lui octroie le roi Henri VII. Au printemps 1499, il se rend sur le continent et séjourne chez le gouverneur anglais de Guînes, James Tyrrell, et en Flandres chez sa tante Marguerite d'York. Après qu'Henri VII lui envoie un message pour lui demander de rentrer, Edmond accepte finalement de retourner à la cour. Il accompagne même le roi à Calais pour une entrevue avec Philippe le Beau et assiste aux négociations du mariage de son fils aîné Arthur avec Catherine d'Aragon.
Mais en 1501, inquiet des dettes qu'il a contractées pour le mariage du prince Arthur, Edmond de la Pole se réfugie à nouveau sur le continent. Ayant cherché le soutien de Maximilien Ier du Saint-Empire, il est accusé de trahison et banni ainsi que son frère Richard. Henri VII fait arrêter leur frère William avec d'autres partisans de la maison d'York, dont James Tyrrel, qui est décapité le 6 mai 1502. Ayant perdu le soutien de Maximilien, il se réfugie dans le duché de Gueldre où Charles d'Egmont l'enferme dans la forteresse de Hattem. Plus tard, les troupes de Philippe le Beau s'emparent de cette ville et incarcèrent Edmond à Namur.
À la suite d'un accord, Philippe le Beau livre en 1506 Edmond de la Pole à Henri VII, contre la promesse de ne pas attenter à sa vie. Edmond est néanmoins enfermé à la Tour de Londres. Henri VIII, qui ne se sent pas lié à cet accord, le fait finalement décapiter le 30 avril 1513 avant de quitter l'Angleterre pour la guerre en France.